# Corb de Hawaii
El corb hawaià (Corvus hawaiiensis), també conegut com a ʻAlalā en l'idioma hawaià, és una espècie d'ocell de la família dels còrvids d'uns 48-50 cm de longitud. Posseeix d'un plomatge suau i de color cafè-negre amb llargues i estarrufades plomes al voltant del coll. Les potes i cames, igual que el bec, són negres.

## Distribució i hàbitat
Aquesta espècie està extinta en llibertat. Antigament se la trobava només a l'illa de Hawaii en els boscos muntanyencs. Restes fòssils indiquen que aquestes aus eren molt comunes en tota l'illa principal, al costat d'altres dues espècies de corbs extints. Aquesta espècie es caracteritza per una forta habilitat voladora i per la seva intel·ligència. La raó de la seva extinció no s'ha pogut respondre definitivament, però es creu que la introducció d'alguna malaltia ha jugat un rol important en la disminució d'aquesta espècie.

## Estat de conservació
Els últims dos individus vists en llibertat del corb hawaià van desaparèixer el 2002; l'espècie és ara classificada d'extinta en llibertat. A pesar que existeixen alguns individus en captivitat, tot intent de reintroducció al seu hàbitat natural han estat frenats per l'aligot de Hawaii, que els caça, i, per la seva banda, és classificat de "Gairebé amenaçat". El petit nombre d'individus pot significar que el patrimoni genètic s'hagi reduït a tal punt que l'espècie no tingui possibilitats de recuperar-se.